# الماس‌ها ابدی‌اند
الماس‌ها ابدی‌اند (به انگلیسی: Diamonds Are Forever) محصول سال ۱۹۷۱، فیلمی در گونه جاسوسی و هفتمین اثر از مجموعه فیلم‌های جیمز باند است که توسط شرکت ایون پروداکشنز تولید شد. این فیلم ششمین و آخرین حضور شان کانری در نقش جیمز بان برای محصولات شرکت ایون پروداکشنز است. کانری پس از آن که از ایفای نقش در فیلم در خدمت سرویس مخفی ملکه (۱۹۶۹) خودداری کرده بود، به این مجموعه بازگشت.
فیلم بر اساس رمان الماس‌ها همیشگی‌اند نوشته ایان فلمینگ (در سال ۱۹۵۶) ساخته شده و دومین فیلم از چهار فیلم جیمز باند است که توسط گای همیلتون کارگردانی شد. در این فیلم، باند با جعل هویت یک قاچاقچی الماس، وارد شبکه آنها می‌شود و در نهایت به دشمن قدیمی‌اش، ارنست استاورو بلوفلد، می‌رسد. بلوفلد نقشه دارد با استفاده از الماس، یک سلاح لیزری فضایی بسازد. باند هم باید پیش از آن که بلوفلد شهر واشینگتن را نابود و با باج‌خواهی هسته‌ای کند، او را شکست دهد.
پس از کناره‌گیری جرج لازنبی از نقش باند، هری سالتزمن و آلبرت آر. براکلی بازیگران دیگری را آزمایش کردند، اما استودیوی یونایتد آرتیستس خواهان بازگشت کانری بود و برای این منظور دستمزدی بی‌سابقه در آن زمان، معادل ۱٫۲۵ میلیون دلار، به او پرداخت کرد. تهیه‌کنندگان با الهام از فیلم موفق گلدفینگر (۱۹۶۴)، بار دیگر گای همیلتون را برای کارگردانی انتخاب کردند و شرلی بسی نیز ترانه عنوان‌بندی فیلم را اجرا کرد. مکان‌های فیلم‌برداری شامل لاس وگاس، کالیفرنیا و آمستردام بود.
الماس‌ها همیشگی‌اند از نظر تجاری موفق بود و نقدهای مثبتی دریافت کرد؛ هرچند برخی از شوخی‌های فیلم در نگاه امروزی بحث‌برانگیز تلقی شده‌اند. این فیلم نامزد دریافت جایزه اسکار بهترین صداگذاری شد. فیلم بعدی این مجموعه، با نام زندگی کن و بگذار بمیرند، در سال ۱۹۷۳ اکران و راجر مور در نقش جیمز باند ظاهر شد.

## خلاصه داستان
جیمز باند - مأمور ۰۰۷ - ارنست استاورو بلوفلد را تعقیب می‌کند و در نهایت او را در مکانی می‌بیند که در آن شباهت‌هایی شبیه به بلوفلد از طریق جراحی پلاستیک ایجاد می‌شود. باند یک آزمودنی و بعداً بلوفلد «واقعی» را با غرق کردن او در استخری از گل بسیار داغ می‌کشد.
در حالی که قاتلان آقای وینت و آقای کید به‌طور سیستماتیک چندین قاچاقچی الماس از جمله دکتر تینان و خانم ویسلر را می‌کشند، M مشکوک است که الماس‌های آفریقای جنوبی برای کاهش قیمت‌ها از طریق ریختن انباشته ذخیره می‌شود و باند را مأمور می‌کند تا حلقه قاچاق را کشف کند. باند با جعل هویت قاچاقچی حرفه ای پیتر فرانک به آمستردام سفر می‌کند تا با تیفانی کیس ملاقات کند. فرانک واقعی در راه ظاهر می‌شود، اما باند او را رهگیری می‌کند و می‌کشد، سپس شناسه‌ها را تغییر می‌دهد تا به نظر برسد که فرانک باند است. تیفانی و باند سپس به لس آنجلس می‌روند و الماس‌های داخل جسد فرانک را قاچاق می‌کنند.
باند در فرودگاه با متحدش در سیا، فلیکس لیتر که در لباس بازرس گمرک ایالات متحده است ملاقات می‌کند، سپس به لاس وگاس سفر می‌کند.. در یک خانه تشییع جنازه که توسط مورتون اسلمبر اداره می‌شود، جسد فرانک سوزانده می‌شود و الماس‌ها به یک قاچاقچی دیگر به نام Shady Tree منتقل می‌شود. پس از فرستادن الماس‌ها برای فردی ناشناس، اسلامبر در یک صلیب دوگانه شرکت می‌کند و باند تقریباً توسط وینت و کید کشته می‌شود که می‌خواهند او را بسوزانند، اما درخت وقتی متوجه می‌شود که الماس‌های موجود در بدن فرانکز این کار را متوقف می‌کند. ساختگی، کاشته شده توسط باند و سیا. باند به لایتر می‌گوید که الماس‌های واقعی را بفرستد. باند سپس به وایت هاوس، یک کازینو-هتل متعلق به میلیاردر منزوی ویلارد وایت می‌رود، جایی که تری به عنوان یک کمدین استندآپ کار می‌کند. باند در آنجا متوجه می‌شود که درخت توسط وینت و کید کشته شده است که نمی‌دانستند الماس‌ها تقلبی هستند.
باند سر میز چرندیات با پلنتی اوتول فرصت طلب ملاقات می‌کند و پس از قمار او را به اتاق خود می‌آورد. سرسپردگان اسلامبر به آنها کمین می‌کنند و اوتول را از پنجره به بیرون پرتاب می‌کنند و به داخل استخر می‌اندازند. باند بقیه شب را با تیفانی می‌گذراند و به او دستور می‌دهد تا الماس‌ها را در سیرک سیرک بازیابی کند. کازینو تیفانی معامله خود را نادیده می‌گیرد و می‌گریزد و الماس‌ها را به قاچاقچی بعدی می‌دهد. با این حال، تیفانی با دیدن اینکه اوتول پس از اشتباه گرفتن او کشته شد، نظرش تغییر می‌کند. او باند را به فرودگاه می‌برد، جایی که الماس‌ها به مدیر کازینو وایت، برت ساکسبی داده می‌شود، که او را به یک مرکز دورافتاده تعقیب می‌کند. باند وارد مقصد ظاهری الماس‌ها می‌شود - یک آزمایشگاه تحقیقاتی متعلق به وایت، جایی که یک ماهواره توسط پروفسور دکتر متز، متخصص انکسار لیزر در حال ساخت است. هنگامی که باند به عنوان یک شیاد نشان داده می‌شود، با دزدیدن یک کالسکه ماه فرار می‌کند و دوباره با تیفانی متحد می‌شود. آن شب، باند و تیفانی پلیس را در تعقیب و گریز سریع در خیابان‌های مرکز شهر هدایت می‌کنند و به سلامت فرار می‌کنند.
باند دیوارها را به طبقه بالای خانه وایت می‌رساند تا با وایت مقابله کند. او در عوض با دو بلوفلد یکسان روبرو می‌شود که از یک شبیه‌ساز الکترونیکی برای صدایی شبیه به وایت استفاده می‌کنند. باند یکی از بلوفلدها را می‌کشد که معلوم می‌شود شبیه به هم هستند. سپس با گاز ناک اوت می‌شود، وینت و کید آن را می‌گیرند و به دره لاس وگاس می‌برند، جایی که او را در یک خط لوله قرار می‌دهند و رها می‌کنند تا بمیرد. باند فرار می‌کند، سپس با بلوفلد تماس می‌گیرد و از شبیه‌ساز صدای الکترونیکی مشابهی استفاده می‌کند تا در نقش ساکسبی ظاهر شود. او خانه بیابانی وایت را پیدا می‌کند و با محافظان بیکینی‌پوش بامبی و تامپر می‌جنگد و وایت را نجات می‌دهد و ساکسبی در درگیری مسلحانه بعدی کشته می‌شود. در این بین بلوفلد تیفانی را می‌رباید. باند با کمک وایت به آزمایشگاه حمله می‌کند و نقشه بلوفلد برای ایجاد یک ماهواره لیزری را کشف می‌کند. با استفاده از الماس‌هایی که تاکنون به مدار فرستاده شده‌اند. بلوفلد با استفاده از این ماهواره، تأسیسات تسلیحات هسته‌ای را در چین، اتحاد جماهیر شوروی و ایالات متحده نابود می‌کند، سپس یک مزایده بین‌المللی را برای برتری هسته‌ای جهانی پیشنهاد می‌کند.
وایت یک سکوی نفتی در سواحل باجا کالیفرنیا را به عنوان پایگاه عملیات بلوفلد شناسایی می‌کند. پس از اینکه تلاش باند برای تغییر کاست حاوی کدهای کنترل ماهواره ای به دلیل اشتباه تیفانی با شکست مواجه شد، حمله هلیکوپتری به سکوی نفتی توسط لایتر و سیا آغاز می‌شود. بلوفلد سعی می‌کند با یک زیردریایی کوچک فرار کند. باند کنترل جرثقیل پرتاب زیردریایی را به دست می‌آورد و از زیردریایی به عنوان توپ ویرانگر استفاده می‌کند و کنترل ماهواره و پایگاه را از بین می‌برد. باند و تیفانی سپس با یک کشتی تفریحی عازم بریتانیا می‌شوند، جایی که وینت و کید به عنوان مهمانداران سرویس اتاق ظاهر می‌شوند و سعی می‌کنند آنها را با یک بمب ساعتی که در یک کیک مجلل پنهان شده است بکشند. وقتی قاتلان افشا می‌شوند، حمله می‌کنند. باند کید را با براندی در شعله‌های آتش می‌سوزاند و وینت را با بمبی که در آب فرود می‌آید منفجر می‌شود. باند و تیفانی به این فکر می‌کنند که چگونه الماس‌ها را به زمین بازگردانند.

## بازیگران
- شان کانری در نقش جیمز باند: مأمور بریتانیایی MI6 007.
- جیل سنت جان در نقش تیفانی کیس: یک قاچاقچی الماس.
- چارلز گری در نقش ارنست استاورو بلوفلد: رئیس SPECTER و دشمن اصلی باند. گری قبلاً در سریال زمانی که در سال ۱۹۶۷ در سریال You Only Live Twice نقش دیکو هندرسون را بازی کرد، ظاهر شده بود.
- لانا وود در نقش پلنتی اوتول: زنی که باند در یک کازینو ملاقات می‌کند.
- جیمی دین در نقش ویلارد وایت: کارآفرینی که بر اساس هاوارد هیوز ساخته شده است.
- بروس کابوت در نقش آلبرت آر. «برت» ساکسبی: مدیر کازینو وایت که با بلوفلد درگیر است. نام او اشاره ای به تهیه‌کننده آلبرت آر بروکلی است.
- بروس گلاور و پوتر اسمیت در نقش آقای وینت و آقای کید: سرسپردگان بلوفلد.
- نورمن برتون در نقش فلیکس لایتر: یک مأمور سیا و متحد باند در ردیابی بلوفلد.
- جوزف فورست در نقش دکتر متز: دانشمندی که متخصص برجسته انکسار لیزر در جهان است و در لیست حقوق و دستمزد Blofeld قرار دارد.
- برنارد لی در نقش M: رئیس MI6.
- دزموند لولین به عنوان Q: رئیس بخش فنی MI6.
- لئونارد بار در نقش درخت سایه دار: یک کمدین استندآپ و قاچاقچی.
- لوئیس ماکسول در نقش خانم مانی پنی: منشی ام.
- مارگارت لیسی در نقش خانم ویسلر، معلم و قاچاقچی الماس.
- جو رابینسون در نقش پیتر فرانک: یک قاچاقچی الماس که هویت او توسط باند گرفته شده است.
- دیوید دی کیسر در نقش دکتر
- لارنس نای‌سمیت در نقش سر دونالد مانگر: یک متخصص الماس که پرونده را به MI6 می‌آورد.
- دیوید باوئر در نقش مورتون اسلمبر: رئیس Slumber Incorporated، یک خانه تشییع جنازه.
- مارک لارنس و سید هیگ در نقش کارمندان شرکت اسلمبر.

## تولید
تهیه‌کنندگان در ابتدا قصد داشتند فیلم الماس‌ها ابدی‌اند را با بازآفرینی عناصر تجاری موفق فیلم گلدفینگر (۱۹۶۵) بسازند؛ از جمله با استخدام کارگردان آن فیلم، گای همیلتون. پیش از هامیلتون، پیتر آر. هانت، کارگردان فیلم در خدمت سرویس مخفی ملکه (۱۹۶۹) و تدوین‌گر تمامی فیلم‌های پیشین باند، برای کارگردانی دعوت شد؛ اما به دلیل درگیری با پروژه‌ای دیگر تنها در صورتی می‌توانست همکاری کند که زمان تولید فیلم به تعویق بیفتد؛ ولی تهیه‌کنندگان این درخواست را نپذیرفتند. به دلیل مشکلاتی که همیلتون با اتحادیه‌های صنفی در جریان فیلم‌برداری نبرد بریتانیا (۱۹۶۹) داشت، الماس‌ها همیشگی‌اند با شرط او به نخستین اثر از مجموعه فیلم‌های جیمز باند تبدیل شد که عمدتاً در ایالات متحدهٔ آمریکا و نه در بریتانیا تولید می‌شد.

### فیلمنامه
در حالی که فیلم در خدمت سرویس مخفی ملکه در مرحله پس از تولید قرار داشت، ریچارد می‌بام چند نسخه از فیلمنامه‌ای نوشت که در آن جیمز باند به دنبال انتقام مرگ همسرش، تریسی، بود. قرار بود شخصیت‌های ایرما بونت و مارک‌آنژ دراکو هم بازگردند و صحنه‌هایی از سوگواری باند برای همسر از دست‌رفته‌اش با آهنگ «ما تمام وقت دنیا را خواهیم داشت» با صدای لویی آرمسترانگ همراه شود.
هری سالتزمن پیشنهاد داده بود که فیلم در تایلند و هند ضبط شود. اما با کناره‌گیری جرج لازنبی پیش از اکران فیلم در خدمت سرویس مخفی ملکه، بازنویسی کامل فیلمنامه ضروری شد؛ به‌ویژه آن که نسخه می‌بام نتوانسته بود نظر مثبت آلبرت آر. براکلی و سالتزمن را جلب کند. او در ادامه، فیلمنامه کاملاً جدیدی نوشت که در آن برادر دوقلوی آریک گلدفینگر به دنبال انتقام مرگ برادرش می‌گشت. در این فیلمنامه، برادر گلدفینگر به‌عنوان یک سرمایه‌دار سوئدی در صنعت کشتیرانی معرفی می‌شد که در بدنه یک ابرنفتکش، توپ لیزری پنهان کرده. این ایده در واقع از نسخه اولیه فیلمنامه در خدمت سرویس مخفی علیاحضرت گرفته شد و قرار بود بلوفلد برادر دوقلوی گلدفینگر باشد و گرت فروبه هم در آن نقش ظاهر شود. پایان این نسخه شامل تعقیب‌وگریز قایق‌ها از جمله جانک‌های چینی و گالی‌های رومی در دریاچه مید بود. اما داستان فیلم پس از آن تغییر یافت که براکلی خواب دید دوست نزدیکش، هوارد هیوز، با یک بدل جایگزین شده. این رؤیا الهام‌بخش خلق شخصیت ویلارد وایت شد و تام منکویتز برای بازنویسی فیلمنامه انتخاب گردید.
منکویتز می‌گوید دلیل استخدامش این بود که براکلی می‌خواست یک نویسنده آمریکایی روی فیلمنامه کار کند؛ چون بخش زیادی از داستان در لاس وگاس می‌گذشت و «انگلیسی‌ها [درباره] گانگسترهای آمریکایی واقعاً بد می‌نویسند»؛ اما نویسنده‌ای لازم بود که در عین حال با اصطلاحات و لحن بریتانیایی نیز آشنا باشد؛ چون شخصیت‌های بریتانیایی هم در داستان حضور داشتند. دیوید پیکر، رئیس وقت شرکت یونایتد آرتیستس، نمایش‌نامه موزیکال جرجی نوشته منکویتز را دید و او را پیشنهاد داد. منکویتز ابتدا برای یک دوره آزمایشی دو هفته‌ای استخدام شد؛ ولی پس از آن همکاری‌اش تا پایان پروژه و چند فیلم بعدی جیمز باند نیز ادامه پیدا کرد. ایده برادر گلدفینگر کنار گذاشته شد و شخصیت بلوفلد دوباره وارد داستان شد. منکویتز بعدها حدس زده بود که رمان اصلی تنها حدود ۴۵ دقیقه از زمان نهایی فیلم را پوشش می‌دهد. در اقتباس سینمایی، شخصیت‌های اصلی منفی رمان یعنی گانگسترهایی به نام جک و سرافیمو اسپنگ حذف شدند؛ اما شخصیت‌های شیدی تری، آقای وینت و آقای کید باقی ماندند.